# Sabine Panzer
Sabine E. Panzer (* 26. Jänner 1960 in Judenburg/Steiermark) ist eine österreichische Komponistin.

## Leben und Wirken
Sabine Panzer erhielt ersten Gitarren- und Geigenunterricht an einer Salzburger Musikschule und war im Orff-Kinderensemble. Nachdem sie in den Jahren von 1981 bis 1982 außerordentliche Hörerin an der Universität Mozarteum Salzburg war, studierte sie ab dem Jahr 1983 ebenda Musiktheorie und Komposition bei Boguslaw Schaeffer. Im Jahr 1987 schloss sie mit dem Diplom in Musiktheorie ihr Studium am Mozarteum ab und studierte danach an der Universität für Musik und darstellende Kunst Wien elektroakustische/elektronische Komposition bei Dieter Kaufmann. Zudem erhielt sie privaten Klavierunterricht bei Markus Hinterhäuser.
Aus ihren Besuchen internationaler Meisterkurse und Workshops u. a. bei John Cage, Alfred Schnittke, Karlheinz Stockhausen und Luigi Nono, ist die Begegnung mit Nono die bis heute prägenste. Der frühe Tod Nonos im Jahr 1990 bewog Panzer zu einem radikalen Rückzug. In den Jahren des Rückzugs und ihrer Reisen entstand u. a. Totenklage – zum Andenken an Luigi Nono. In San Sebastian traf Panzer im Jahr 1999 auf Eduardo Chillida und sein Werk. Die Komponistin studierte dessen Skulptur Windkämme – Peines de los Vientos und Raum-/Zeitskulpturen. In der abendfüllenden Komposition Homenaje - Peines de los Vientos di Eduardo Chillida für 5 Bass- und 2 Kontrabassklarinetten setzte die Komponistin ihre skulpturalen Auseinandersetzungen erstmals in konkrete musikalische Sprache um.
Sabine Panzer prägte für ihre Musik den Begriff „©CentroAssente-Abwesende Mitte“ – der akustisch nie in Erscheinung tretende Bezugspunkt. Im Jahr 1997 übersiedelte Panzer nach Augsburg (Deutschland). Aktuell lebt die Komponistin zurückgezogen in Berlin und Wien.

## Werke (Auswahl)
Die Begriffe „Abwesenheit“ und „Bewegung“ bestimmen das musikalische Denken der Komponistin. Im Jahr 2001 prägte sie für ihre Musik den Terminus centroAssente – abwesende Mitte und bezeichnete damit den innerhalb eines musikalischen Werkes akustisch nie in Erscheinung tretenden Bezugspunkt. Panzer entwickelt expressive, intervallische Modalstrukturen und arbeitet kohärent mit ihren so genannten non-time-areas & non-space-areas und mit Klangintrinsik (klanginhärente Bewegung – die Schwelle von Klang zu Geräusch/Klang zu Stille). Das Spiel mit der Funktionalität und Charakteristik von Intervall- und Mikrointervallbeziehungen bilden dabei einen wesentlichen Baustein der musikalischen Sprache. Zur Bewältigung komplexer Zeitstrukturen nützt Sabine Panzer ihre spezifischen Fermatenareale.

### Ensemblemusik
- Klavierstück 1 und 2 – Duo für zwei Klaviere (1987)[3]
- Komposition für Violine, Oboe, Schlagzeug und Tonband (1987)[3]
- Streichsextett – für zwei Violinev, zwei Viola und zwei Violoncelli (1988)[3]
- Kleines Kammerkonzert – Quartett für Viola elektrisch und Flöte, begleitet von Schlagzeug, Klavier, Elektronik (1989)[3]
- marco blau: Trauermusik – Trio für eine Violine und zwei Violoncelli (1989–1990)[3]
- Entonces 18 – Duo für Viola und Orgel (1992–1993)[3]
- Quartono – Quartett für Posaune, Horn, Flöte und Geige (1996)[3]
- Quartett – für Streicher und Sopransaxophon (1997)[3]
- Lost – Quartett für zwei Violine, Viola und Violoncello (1998–1999)[3]
- Assente II – Quartett für zwei Violinen, Viola und Violoncello (2001)[3]

### Solomusik
- Solo I – für Violoncello solo (1990)[3]
- Pan – Orgelimprovisation (1990)[3]
- Die Fliege – für Gitarre solo (1990)[3]
- Miniaturen – vier Stücke für Gitarre solo (1996–1997)[3]
- Boring – für Gitarre solo (1997)[3]
- N.Y.B.O.R – für Perkussion solo (1999)[3]
- Nomina I - VII – für Klavier solo (2000)[3]
- Cats – für präpariertes Klavier (2010–2011)[3]

### Vokalmusik
- Chorwerk für siebenstimmigen Chor – nach einem Text von Friedrich Nietzsche (1987)[3]
- Totenklage – A-cappella-Gesang für fünf Stimmen, zum Andenken an Luigi Nono (1994)[3]
- Et Elucet Natura Profundi – für 13 Stimmen, Oboe und Perkussion (2001)[3]

## Projekte (Auswahl)
- mientras – ein CD-Projekt, abendfüllend: Die Komposition mientras nimmt Bezug auf op. 10 von Arnold Schönberg und ist in das Schönbergsche Streichquartett eingebettet. UA 2012 in Berlin durch Angelika Luz (Sopran) und das Kairos Quartett.[4]
- Vocis in Ore – basierend auf 2 nicht rezitierten Gedichten von Alexander Pope und Gaius Valerius Catullus; Auftragswerk, UA Seoul 2009 durch das Modern Art Sextett, Berlin.
- Mio Passar Soliario; kammermusikalisches Musiktheater, abendfüllend; Auftragswerk, UA 2007 in Ingolstadt durch das El Cimarron Ensemble.[5]
- Assente III San Pietro die Colonia, abendfüllend – ein akustischen Abbild von St. Peter/Köln. Raumkomposition für Ensemble und 2 Vokalsolisten, musikalische Leitung: David Smeyers; Auftragswerk; UA 2005 Köln.

Aufführungen, Workshops und Vorträge u. a. in: Seoul, USA, Paris, Rom, Berlin, Köln, Salzburg, Luzern, Krakau.